# Caccia spietata
Caccia spietata (Seraphim Falls) è un film del 2006 diretto da David Von Ancken ed interpretato da Liam Neeson e Pierce Brosnan.
La pellicola è stata presentata al Toronto International Film Festival 2007.
Il film è stato distribuito in Italia dalla Eagle Pictures il 9 maggio 2008.

## Trama
Nevada, 1868. La guerra di secessione è terminata da tre anni, ma c'è ancora qualcuno che vuole vendetta. L'ex colonnello sudista Carver dà la caccia all'ex capitano nordista Gideon, responsabile di avergli ucciso la moglie e i figli. A capo di 4 mercenari, Carver insegue Gideon dalle Ruby Mountains fino al deserto, trovandosi alla fine da solo con lui (due mercenari vengono uccisi da Gideon, uno rinuncia all'inseguimento e l'ultimo viene ucciso per errore da Carver).
Entrambi gli uomini si trovano a scambiare cavalli e acqua in cambio di armi e munizioni, disposti a tutto pur di uccidersi a vicenda.

## Slogan promozionali
- «Never turn your back on the past.»
- «La vendetta arriva per chi sa aspettare.»

## Riconoscimenti
- 2007 - Gotham Independent Film Awards
  - Nomination Miglior regista rivelazione a David Von Ancken
- 2008 - Taurus World Stunt Awards
  - Miglior acrobazia speciale a Mark Vanselow e Craig Hosking